# Серен Єнсен
Серен Марінус Єнсен (дан. Søren Marinus Jensen; нар. 5 травня 1879, Скедструп, Орхус, Центральна Ютландія — 6 січня 1965) — данський борець греко-римського стилю, чемпіон світу, олімпійський чемпіон. Хоча літні Олімпійські ігри 1906 року і чемпіонат світу 1905 року, на яких він перемагав, вважаються неофіційними, це єдині золоті нагороди з боротьби для Данії на Олімпіадах і чемпіонатах світу.

## Життєпис
На позачергових Олімпійських іграх 1906 року, які Міжнародний олімпійський комітет не вважає зараз офіційними, Серен Єнсен, маючи лише 90 кг, не лише взяв золото у важкій вазі, але й переміг у відкритій ваговій категорії — додаткових змаганнях між усіма переможцями у своїх вагових категоріях.
У першому раунді змагань у важкій вазі після понад півгодинної рівної боротьби з австрійцем Рудольфом Арнольдом — чемпіона світу 1904 року, на якому Єнсен залишився поза трійкою призерів та вважав австрійця своїм найнебезпечнішим суперником, данський борець зумів провести свій улюблений прийом і через хвилину після цього Арнольд добровільно здався. У наступному раунді Єнсен переміг німця Ронті — гіганта, що мав 120-кілограмову вагу, потім здолав бельгійця Марселя Дюбуа і, нарешті, австрійця Анрі Баура, після чого став першим і досі єдиним олімпійським чемпіоном Данії у боротьбі. У фіналі змагань у відкритій ваговій категорії Серен Єнсен переміг фінського борця Вернера Векмана, після чого добув свою другу золоту медаль Олімпіади.
Після цього успіху Єнсена запросив король Греції Георг I, щоб особисто привітати данського спортсмена з перемогами.
Окрім олімпійського золота 1906 року, він здобув бронзу на Олімпіадах 1908 та 1912 років.
Також він став чемпіоном світу 1905 року та був бронзовим призером на чемпіонаті світу 1910 року. Тричі здобував срібні медалі на неофіційних чемпіонатах Європи — у 1907, 1911 та 1912 роках.

## Спортивні результати на міжнародних змаганнях

### Виступи на Олімпіадах
| Змагання                    | Збірна | Вагова категорія                           | Місце  |
| --------------------------- | ------ | ------------------------------------------ | ------ |
| Літні Олімпійські ігри 1906 | Данія  | греко-римська боротьба, до 100 кг          | Золото |
| Літні Олімпійські ігри 1906 | Данія  | греко-римська боротьба, змагання чемпіонів | Золото |
| Літні Олімпійські ігри 1908 | Данія  | греко-римська боротьба, понад 93 кг        | Бронза |
| Літні Олімпійські ігри 1912 | Данія  | греко-римська боротьба, понад 82 кг        | Бронза |

### Виступи на Чемпіонатах світу
| Змагання                                    | Збірна | Вагова категорія                    | Місце  |
| ------------------------------------------- | ------ | ----------------------------------- | ------ |
| Неофіційний чемпіонат світу з боротьби 1905 | Данія  | греко-римська боротьба, понад 80 кг | Золото |
| Неофіційний чемпіонат світу з боротьби 1910 | Данія  | греко-римська боротьба, понад 85 кг | Бронза |
| Неофіційний чемпіонат світу з боротьби 1911 | Данія  | греко-римська боротьба, понад 85 кг | 4      |

### Виступи на Чемпіонатах Європи
| Змагання                                     | Збірна | Вагова категорія                      | Місце  |
| -------------------------------------------- | ------ | ------------------------------------- | ------ |
| Неофіційний чемпіонат Європи з боротьби 1907 | Данія  | греко-римська боротьба, понад 85 кг   | Срібло |
| Неофіційний чемпіонат Європи з боротьби 1911 | Данія  | греко-римська боротьба, понад 93 кг   | Срібло |
| Неофіційний чемпіонат Європи з боротьби 1912 | Данія  | греко-римська боротьба, понад 82,5 кг | Срібло |
| Неофіційний чемпіонат Європи з боротьби 1913 | Данія  | греко-римська боротьба, понад 82,5 кг | 4      |